# Pachisi
Pachisi (gesprochen Patschisi, von Hindi पच्चीस paccīs ‚fünfundzwanzig‘) gilt als eines jener Spiele, auf denen die Spielkultur Europas aufgebaut sein soll. Ursprünglich aus Indien stammend wurde es im 19. Jahrhundert über England und die USA in den Westen gebracht, wodurch viele neue Varianten entstanden. In Deutschland ist insbesondere Mensch ärgere Dich nicht verbreitet, in der Schweiz Eile mit Weile und im englischsprachigen Raum vor allem Ludo und Parcheesi.

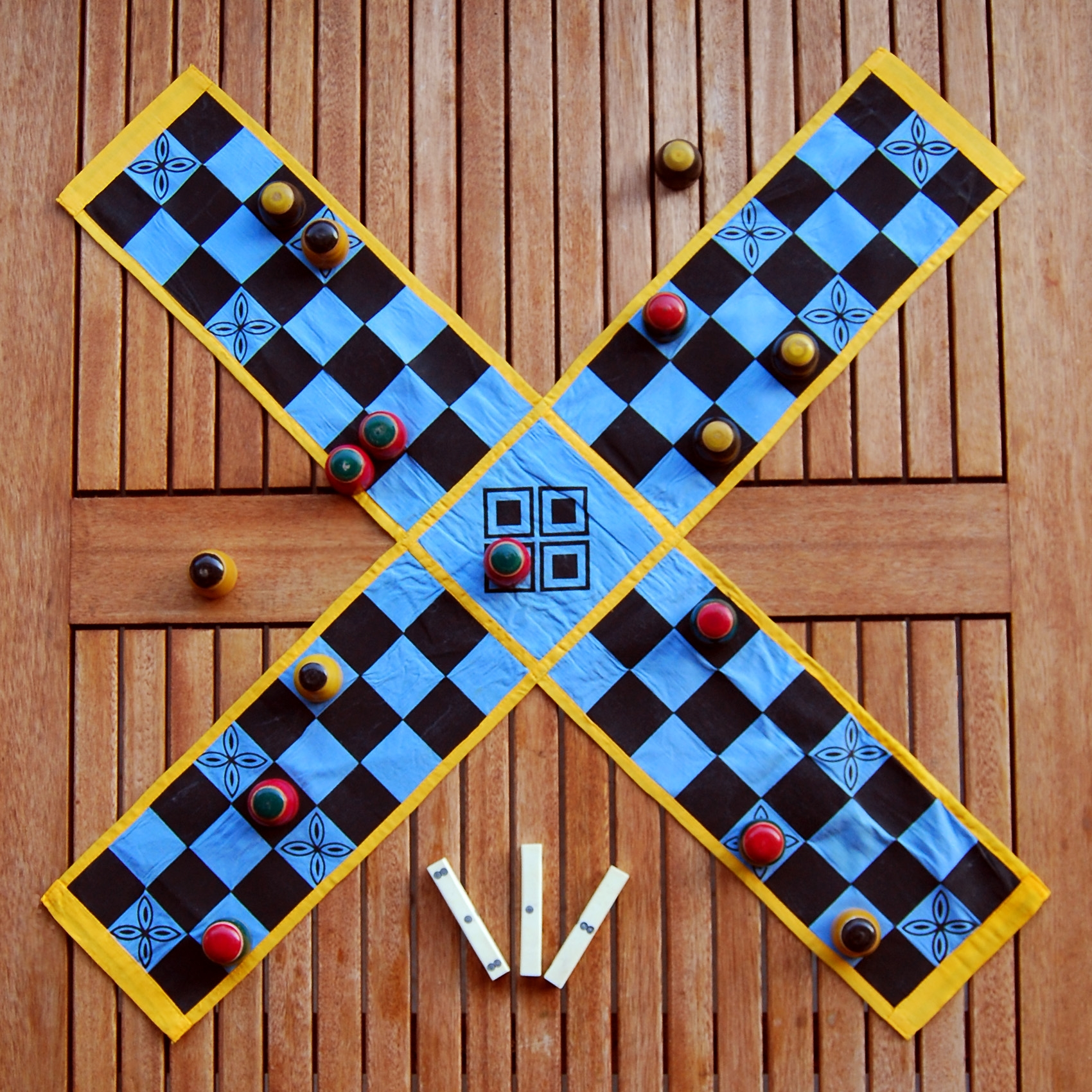
Handgefertigtes Spiel

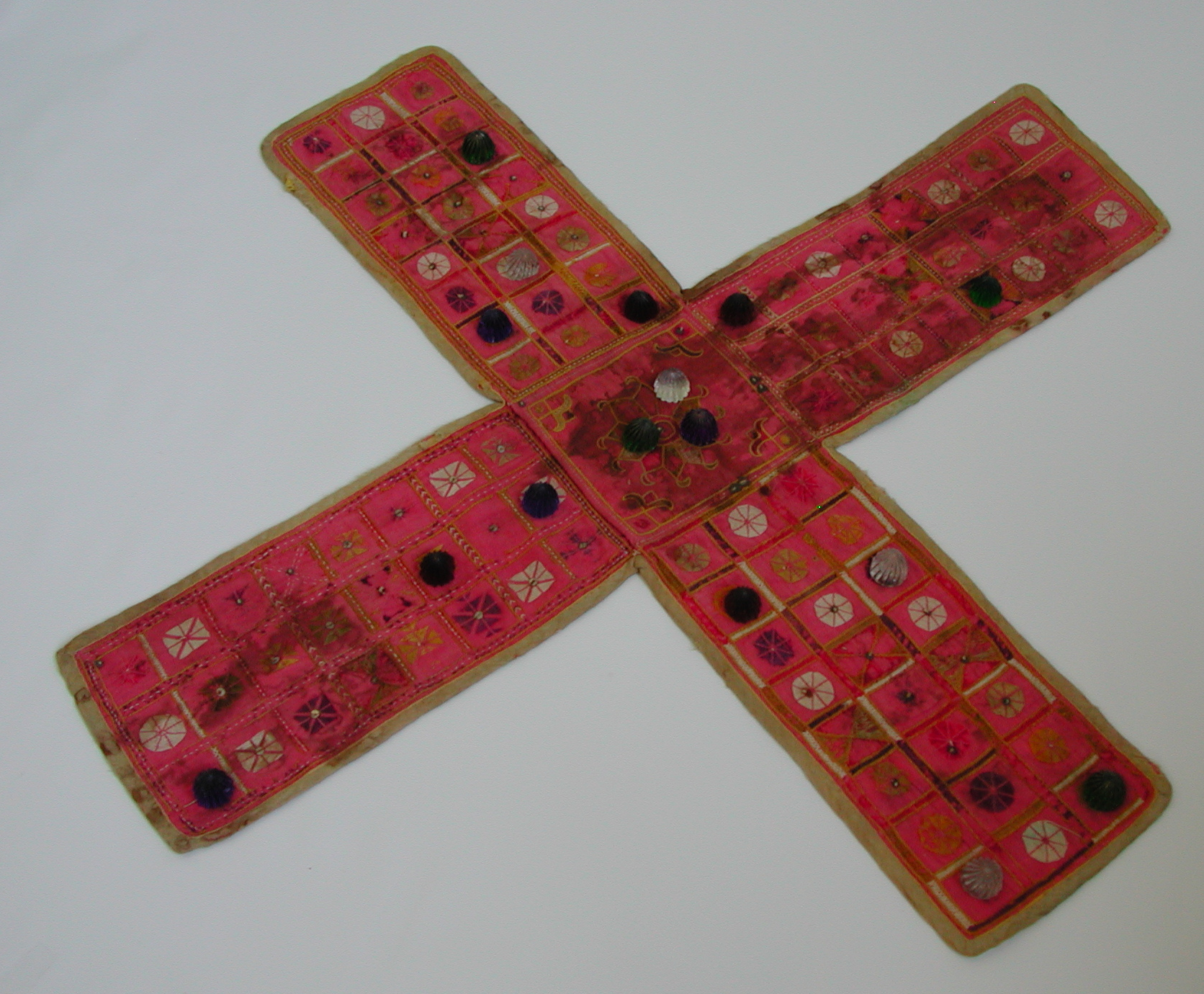
Pachisi aus dem 19. Jahrhundert

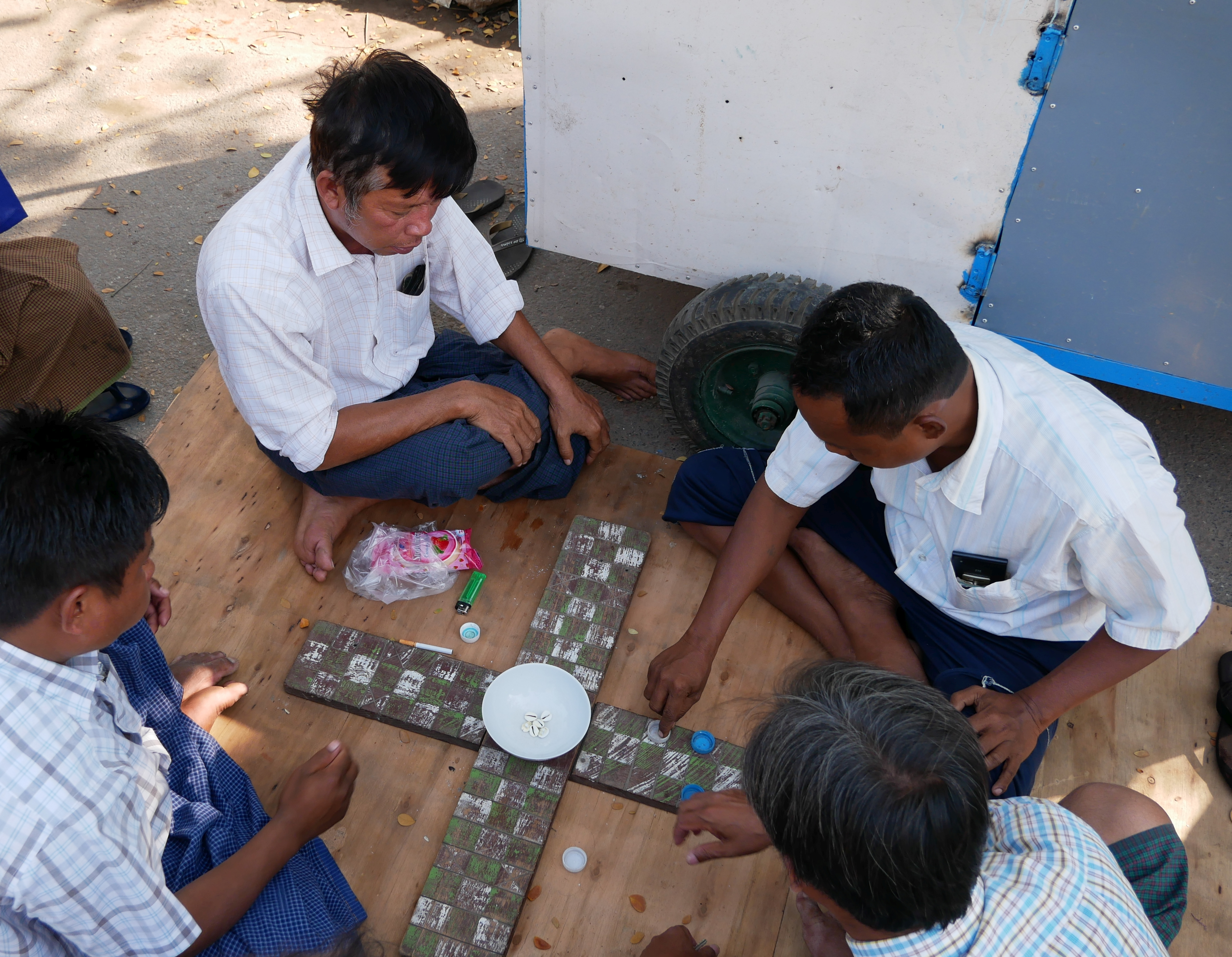
Pachisi-Spieler in Mandalay, Myanmar

Pachisi ist eine jüngere und einfachere Variante des Spiels Chaupar (hindi चौपड़ oder चौपर, auch Chaupad, Chaupur, Chaupat, Chausar oder Pat in Sanskrit). Das Spielbrett von Chaupar ist dasselbe, nur die Regeln sind komplexer gestaltet. Chaupar galt als das "aristokratischere", noblere Spiel - Pachisi galt als einfacheres Volksspiel. Heute ist Chaupar bei der indischen Bevölkerung ebenso populär wie Pachisi.

## Geschichte

### Geschichte von Chaupar

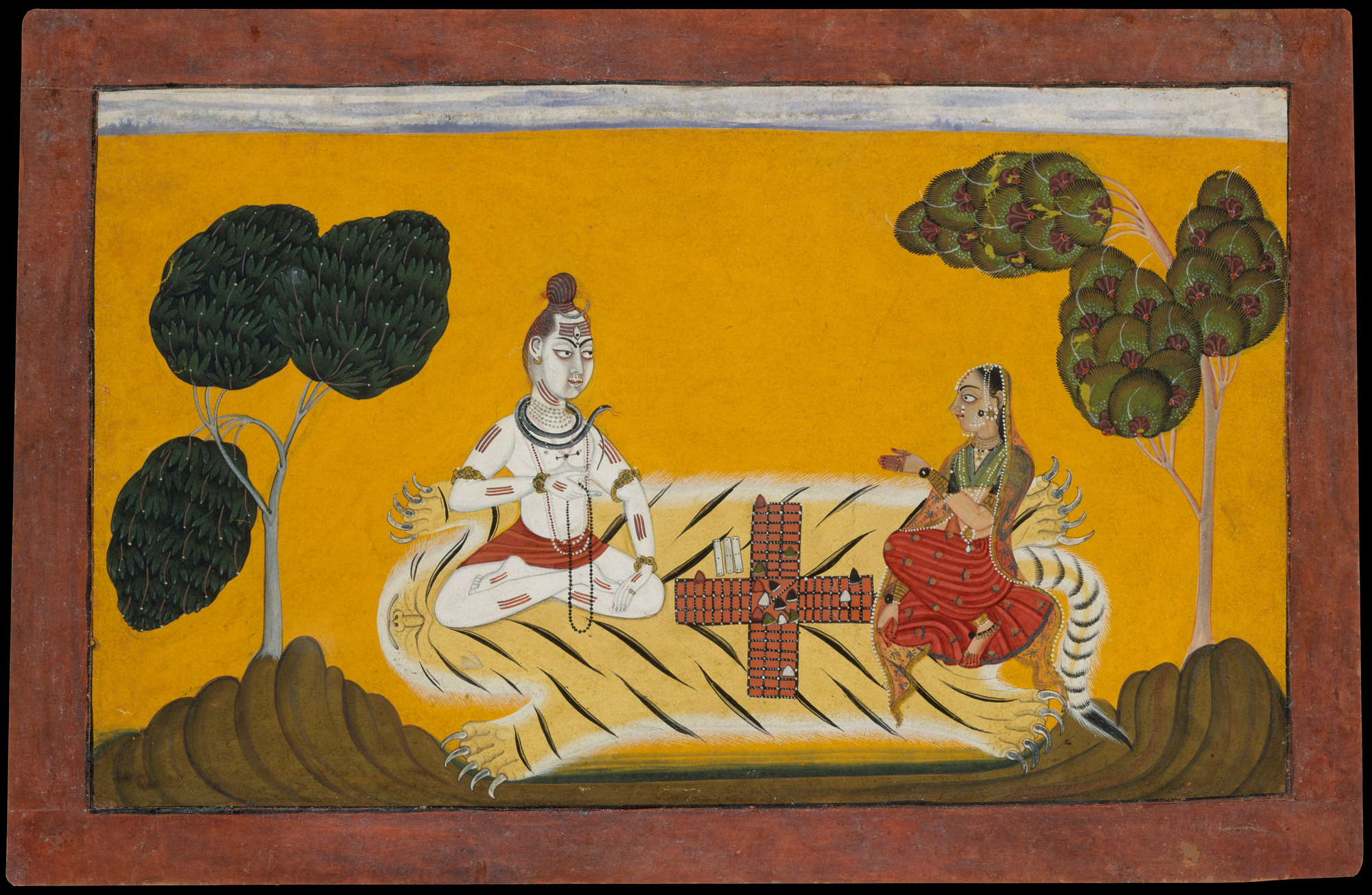
Shiva spielt mit Parvati Chaupar (1694/95)

Die Geschichte von Chaupar ist mit jener von Pachisi verbunden. Es wird angenommen, dass sich das Spiel im 4. Jahrhundert als eine Modifikation des koreanischen Spiels Yut entwickelte, welche sich nach Westen ausbreitete und so auch nach Indien kam. Einige der Spielregeln von Chaupar gab es bereits bei Yut, z. B. die Möglichkeit zur Verschmelzung zweier Spielfiguren.
In Delhi und Agra befinden sich in den Palasthöfen große Spielfelder aus Sandstein und Marmor, die vermuten lassen, dass mit lebenden Figuren gespielt wurde. Ein Bericht aus dem 16. Jahrhundert zeigt, wie der Großmogul Akbar I. das Spiel im Freien mit sechzehn Haremsdamen als Spielfiguren spielt, die in vier verschiedene Farben gekleidet sind. Im Ā'īn-i Akbarī wird sowohl das Spiel Chaupar als auch die Weiterentwicklung Chandal Mandal für sechzehn Spieler erklärt. Eine Lithographie dieses Textes von 1855 enthält Zeichnungen dazu.

### Geschichte von Pachisi

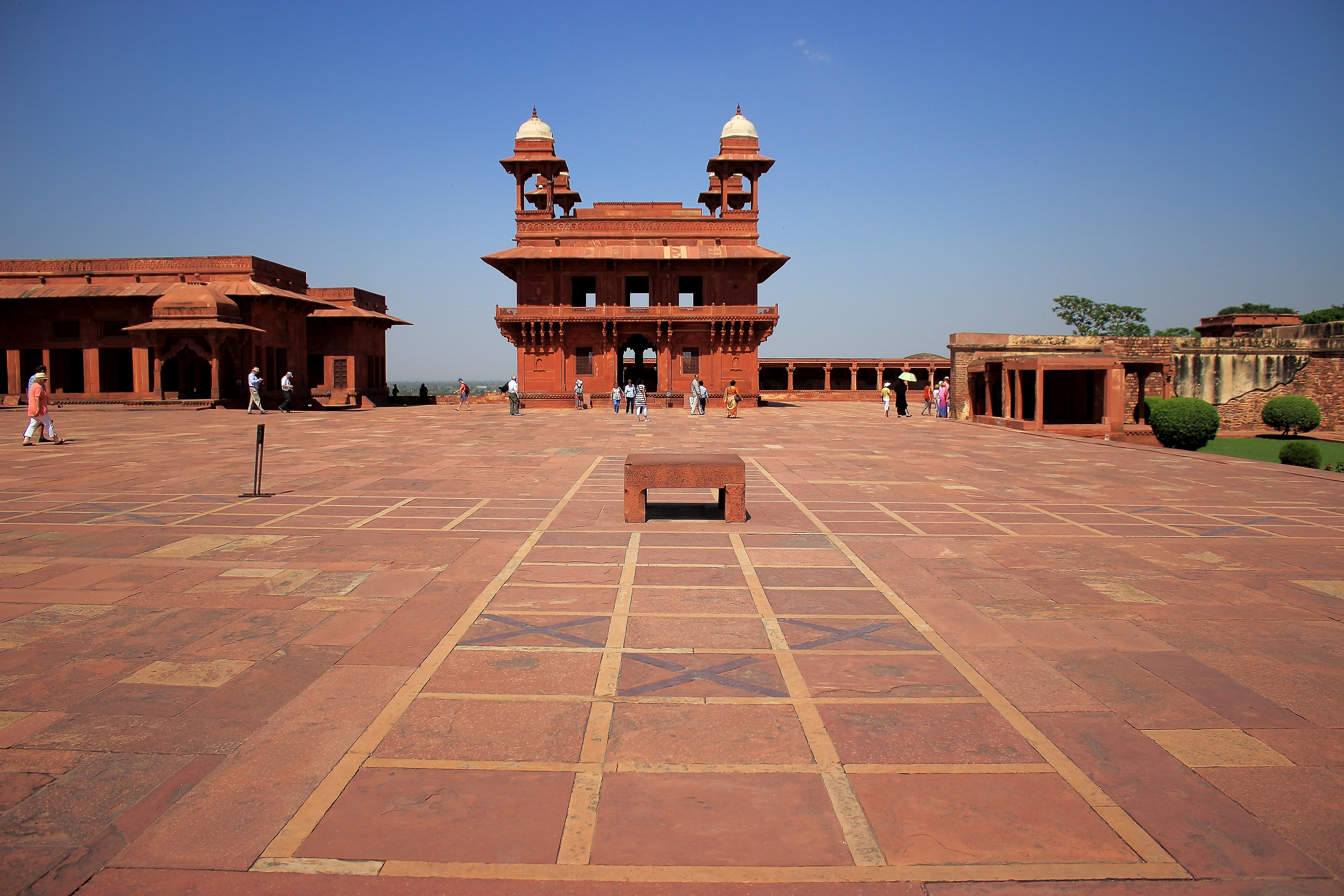
Chaupar-Spielfeld auf dem Palasthof in Fatehpur Sikri

Den ältesten schriftlichen Hinweis in Europa kann man in einem Buch von Thomas Hyde De Ludis orientalibus aus dem Jahre 1694 finden. Daraus lässt sich schlussfolgern, dass das Spiel von englischen Reisenden nach Europa gebracht wurde.
Das Spiel Pachisi ist im 6. Jahrhundert entstanden. Es kam erstmals im 19. Jahrhundert von den Briten aus Indien nach Europa als Patchesi nach England und als Patcheesi in die USA. Aus diesen beiden Versionen entstanden mit der Zeit viele Abwandlungen. Die erste Abwandlung ist das Spiel The popular Game of Patchesi der Firma John Jaques & Son, London, aus dem Jahr 1863. Eine weitere frühe Abwandlung des Spiels ist Parcheesi, The Game of India, welches von der Firma Selchow & Righter im Jahr 1874 herausgegeben wurde und urheberrechtlich geschützt war.
Gegen Ende des Jahrhunderts entstand daraus in der Schweiz und Deutschland das Spiel Eile mit Weile. Das Spiel ist in Deutschland praktisch verschwunden, da ein neuer Pachisi-Abkömmling sehr beliebt wurde, der Anfang des 20. Jahrhunderts entstand: Mensch ärgere Dich nicht.
Der Grund der Abwandlungen in den einzelnen Ländern könnte das Markenrecht gewesen sein. Ein abgeändertes Spiel konnte problemlos veröffentlicht werden, das Original dagegen nicht.
Weitere Abwandlungen sind das spanische Spiel Parchís, die englischen Spiele Ludo und Sorry! und das französische Spiel Jeu des petits chevaux.

## Pachisi

### Regeln
Die folgenden Regeln stammen aus The History of Board Games (1999) von David Parlett.

Wie gezogen wird

Jede der vier Farben spielt mit vier Steinen (Figuren), die vom Zentrum (char koni) über die mittlere Bahn desjenigen Armes gezogen werden, welcher dem Spieler zugewandt ist. Die Spielsteine werden dann gegen den Uhrzeigersinn über die linken und rechten Bahnen der Arme gezogen und schlussendlich wieder über die mittlere Bahn ins Zentrum.
Die Spieler mit den schwarzen und roten Steinen (goti, „Pferde“) bilden ein Team und diejenigen mit den grünen und gelben Steinen bilden das gegnerische Team. Beide Teams spielen gegeneinander. Die Spieler eines Teams setzen sich einander gegenüber. Die Spieler eines Teams werfen sich nicht gegenseitig heraus. Hat einer der Spieler seine Steine alle im Ziel, würfelt er trotzdem weiter, und seine Punkte werden mit den Steinen seines Partners gesetzt.

### Würfeln

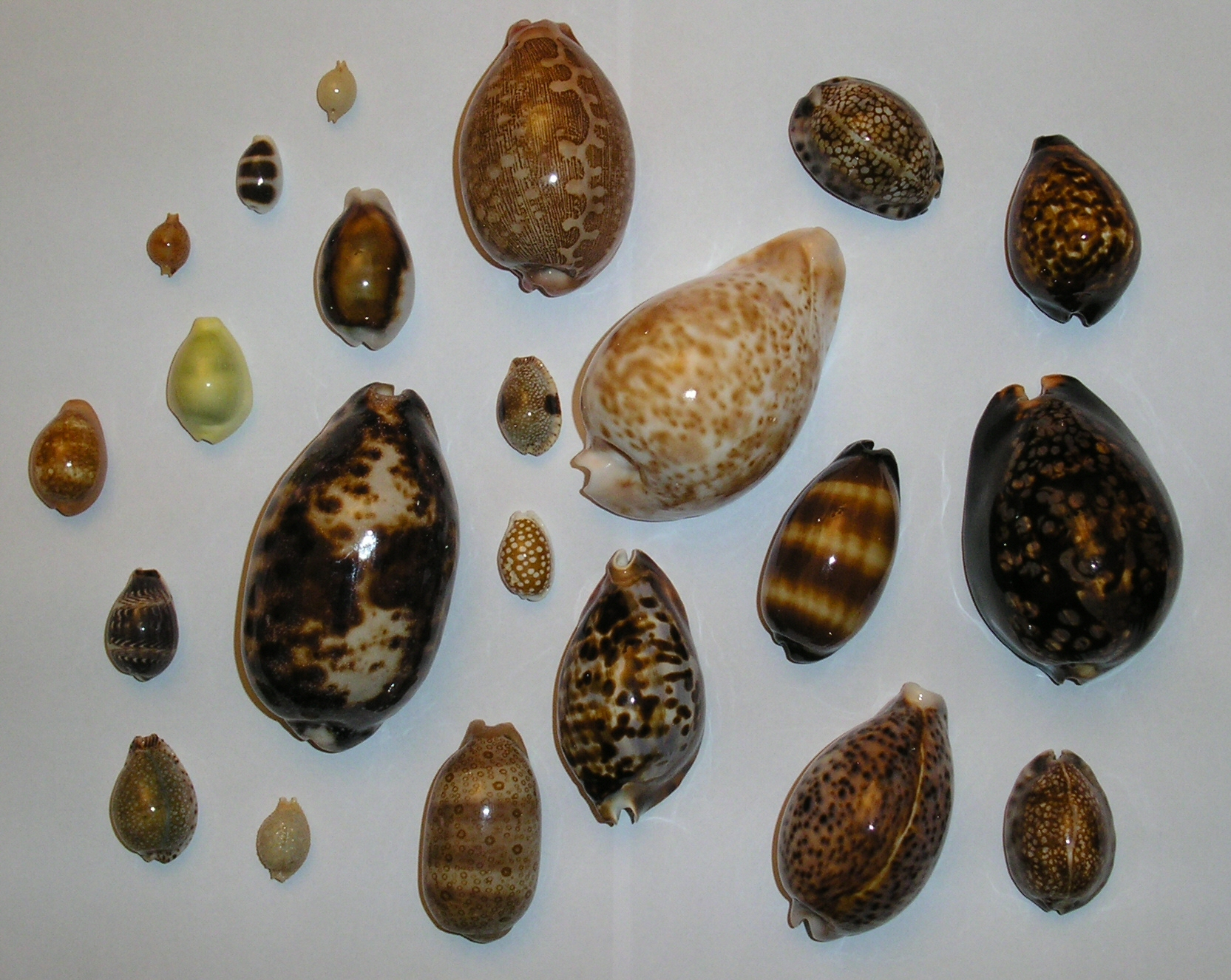
Verschiedene Kaurischnecken

Gewürfelt wird mit fünf bis sieben Kaurischnecken und man zählt die nach oben zeigenden Öffnungen.
| Öffnungen oben | fünf Kaurischnecken | sechs Kaurischnecken | sieben Kaurischnecken |
| -------------- | ------------------- | -------------------- | --------------------- |
| 0              | 25+                 | 25+                  | 7                     |
| 1              | 1                   | 10+                  | 11+                   |
| 2              | 2                   | 2                    | 2                     |
| 3              | 3                   | 3                    | 3                     |
| 4              | 4                   | 4                    | 4                     |
| 5              | 5+                  | 5                    | 25+                   |
| 6              |                     | 6+                   | 30+                   |
| 7              |                     |                      | 16                    |

25 ist bei fünf und sechs Kaurischnecken der beste Wurf und daher hat das Spiel seinen Namen. Auf Hindi heißt 25 „pachis“.
Der erste Spieler wird gegen den Uhrzeigersinn ausgelost. Jeder würfelt einmal. Derjenige Spieler, der den höchsten Wurf hat, beginnt. Er wirft die Schnecken nochmals und setzt dann eine Figur aufs Zentrum und zieht diese seine Bahn entlang heraus mit so vielen Schritten, wie seinem Wurf entsprechen. Wenn ein Spieler einen Wurf hatte, der in der Tabelle mit einem (+) versehen wurde, dann darf er entweder eine Figur, die bereits im Spiel ist, genau ein Feld vorwärts bewegen oder eine neue Spielfigur (von seinen eigenen, nicht denjenigen des Partners) ins Spiel bringen. Danach darf er nochmals werfen. Nach drei Würfen mit einem (+) gibt es eine Strafe, die je nach Variante unterschiedlich ausfallen kann.
Ein Spieler muss einen Wurf nicht ziehen, wenn er nicht möchte, z. B. wenn das Ergebnis zu einer schlechteren Stellung führen würde.

### Figuren schlagen
Eine Figur eines gegnerischen Spielers wird geschlagen, wenn ein eigener Spielstein auf das Feld eines gegnerischen Spielsteines kommt, der nicht auf einem sicheren Feld (meistens als X dargestellt) steht. Der geschlagene Spielstein muss vom Gegner erneut mit den üblichen Regeln ins Spiel gebracht werden. Steht ein Spielstein auf einem sicheren Feld, so kann kein anderer Spielstein auf dieses Feld gezogen werden.

### Spielsteine zusammenfügen
Einige Varianten, unter anderem Chaupar, ermöglichen es, zwei Spielsteine einer Farbe zu einem zusammenzufügen. Sie werden dann wie ein Stein gezogen und werden auch wie ein Stein geschlagen. Damit kommt zum höheren Nutzen (schnellere Vorwärtsbewegung) ein höheres Risiko (zwei Steine werden gleichzeitig geschlagen).

### Barrieren
Die Barrierenbildung kommt nur in vielen westlichen Pachisi-Abkömmlingen vor. Ob diese wirklich von einer Variante dieses indischen Spiels stammen, ist fraglich.
Zwei gleichfarbige Steine bilden eine Blockade, wenn sie auf das gleiche Feld kommen. Diese Blockade wird solange aufrechterhalten, wie keine blockadebildende Figur weggezogen wird. An einer Blockade dürfen keine anderen Spielsteine vorbeigezogen werden. Einzige Ausnahme stellt ein zusammengefügter Spielstein dar. Nur ein zusammengefügter Spielstein darf also eine solche Blockade passieren und würde, sobald er direkt auf die Blockade käme, beide blockadebildenden Spielsteine schlagen.

### Spielende
Haben beide Spieler einer Partei ihre Steine im Ziel, das mit jedem Stein punktgenau erreicht werden muss, ist die Partie beendet. Braucht ein Spielstein eine Eins, um exakt in die Mitte zu ziehen, so muss ein Wurf mit einem (+) geworfen werden.

## Symbolik
Der ungarische Spieleforscher András Lukácsy sieht in Pachisi eine Widerspiegelung fernöstlicher Symbolik. Menschen werden „geboren“, indem sie vom Zentrum aus beginnen, in die Welt hinauszuziehen (sie fahren in verschiedenen Richtungen um die Erde), um schließlich wieder an ihrem Geburtsort anzukommen. Widerfährt dem Spieler unterwegs ein großes Unglück und er stirbt (die Spielfigur wird geschlagen), so muss er „wiedergeboren“ werden. Erreicht er schließlich das Ziel, so ist er im Paradies angelangt und hat keine Reinkarnation mehr vor sich.

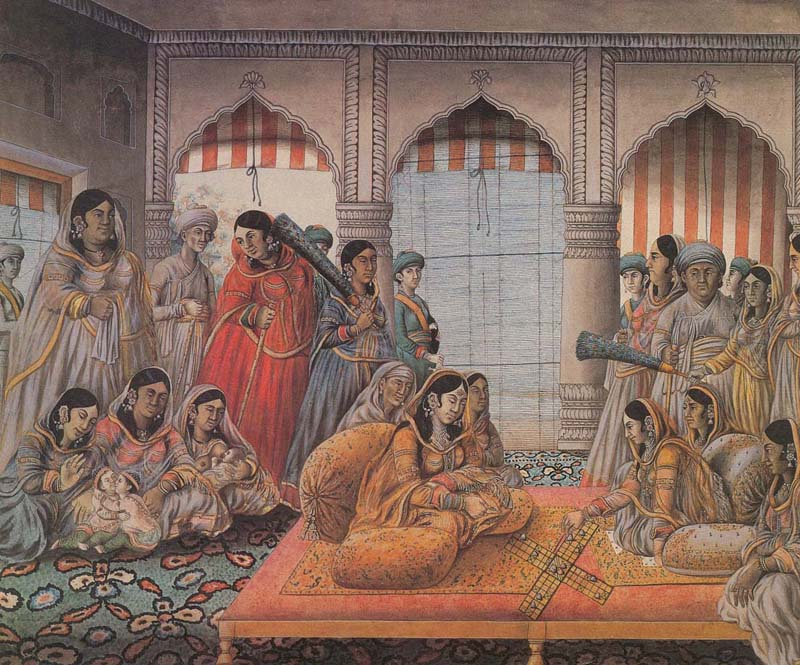
Ältere Frauen spielen Chaupar (1790)

## Regeln bei Chaupar
Die Unterschiede zu Pachisi sind die folgenden:
- Es gibt keine Mehrfach-Würfe bei einer bestimmten Augenzahl.
- Es gibt keine sicheren Spielfelder.
- Die Spielfiguren starten von den Feldern 6, 7, 23 und 24.
- Zwei Spielfiguren können verschmolzen werden, sobald sie aufeinander treffen, und werden dann als eine Spielfigur gezogen. Sie dürfen nur von einer anderen verschmolzenen Figur geschlagen werden.
- Aussetzen ist nicht erlaubt.

## Abkömmlinge
Es existieren zahlreiche Spiele auf der Welt, die direkt oder indirekt aus Pachisi entwickelt wurden:
- Am 11. April 1862 wurde ein Spiel namens The Game of Puchese für die Herren Wood und Arathoon patentiert, es wurde aber nie veröffentlicht.
- 1863 brachte die Firma John Jaques & Son das Spiel The popular Game of Patchesi auf den englischen Markt. Am 4. März 1864 wurde das Spiel als Marke eingetragen.
- 1867 wurde ein Spiel namens Patcheesi auf den amerikanischen Markt gebracht und 1868 in Parcheesi umbenannt. 1874 wurde das Spiel von der Selchow and Righter Company als Marke eingetragen.
- Circa 1880 wurde, ausgehend von Patchesi, ein Spiel namens Ludo erfunden und 1896 in England unter der Nummer 14636 patentiert.
- Vor der Jahrhundertwende 1900 tauchten die Spiele Parchís in Spanien und Eile mit Weile in Deutschland auf. Und etwa zur gleichen Zeit kam ein Spiel mit dem Namen Chinesenspiel in die deutschen Kinderzimmer.
- In der Belle Époque wurde das Spiel Jeu des petits chevaux in Frankreich populär.
- 1907/1908 änderte Josef Friedrich Schmidt das englische Spiel Ludo ab. Er nannte es Mensch ärgere Dich nicht und brachte es 1914 in Deutschland auf den Markt.

Einige bekannte Abkömmlinge in alphabetischer Reihenfolge:

### Chinesenspiel
Das Chinesenspiel ist ein Kinderspiel aus dem 19. Jahrhundert, seine Regeln sind stark vereinfacht. Jeder Spieler erhält nur eine Spielfigur. Der Würfel ist ein Farbwürfel und vorgerückt wird bei der richtigen Farbe stets nur ein Feld.

### Eile mit Weile

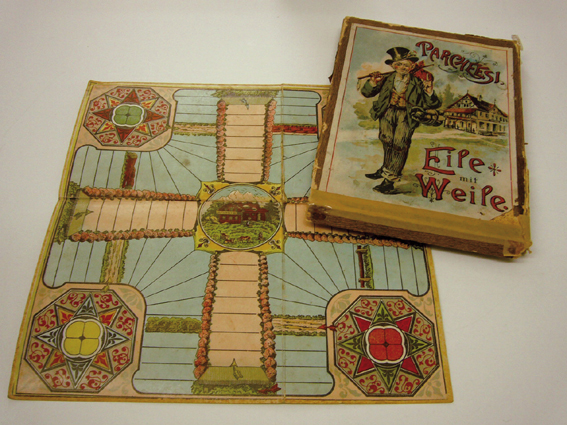
Eile mit Weile, ca. 1900

Eile mit Weile, erstmals Mitte bis Ende des 19. Jh. entstanden, ist heute eine vor allem in der Schweiz gespielte Abwandlung des Pachisis. Es wird heute häufig in Kombination mit einem Mühle- oder Halma-Spiel verkauft. Das Thema ist die Wanderung von Zuhause in die Stadt oder ins Wirtshaus. Es erschien in verschiedenen Verlagen auch unter den Titeln Der Weg zur Herberge, Mit Bedacht zum Ziel und Immer vorwärts. Dieses Spiel wird gegen den Uhrzeigersinn gespielt.
Hier werden Figuren geschlagen, in dem gegnerische auf dasselbe Feld gelangen oder sie überholt werden. Figuren dürfen auf sicheren Feldern (braune „Bänke“) nicht geschlagen werden und nur auf sicheren Feldern sind Blockaden mit zwei Figuren erlaubt. Gewürfelt wird mit einem 6er-Würfel, wobei die gewürfelte Sechs doppelt zählt.

### Fang den Hut

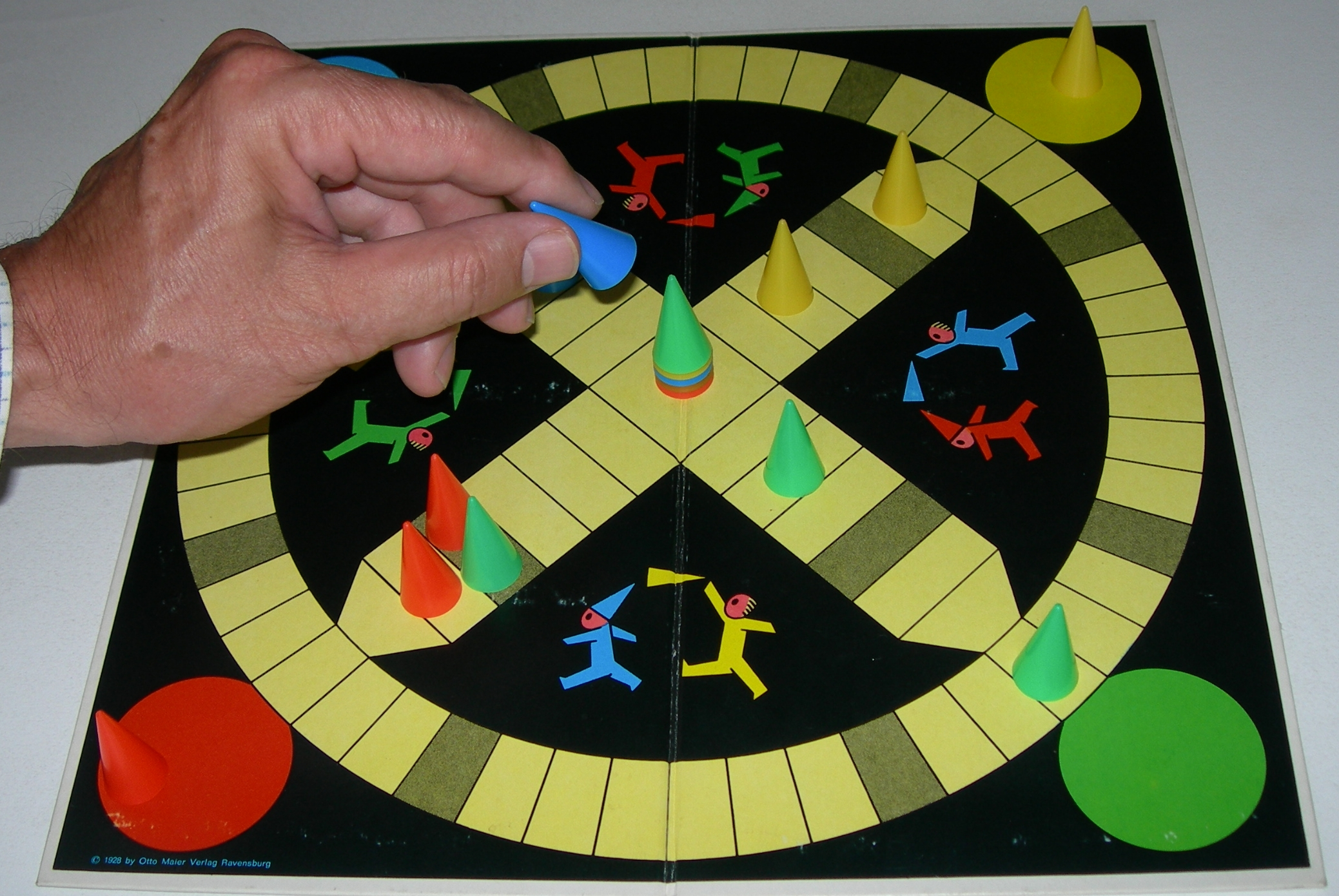
Fang den Hut

Fang den Hut ist eine Abwandlung des Pachisis mit folgenden Besonderheiten: Geschlagene Figuren werden nicht zurückgestellt, sondern „gefressen“ (gefangen). Die Spielfiguren können sich in alle Richtungen bewegen. Gewonnen hat der Spieler, dessen Farbe übrig bleibt.

### Hexentanz
Diese Variante ist nach einem Thema gestaltet. Die Spielfiguren sind Hexen, die um einen Kessel tanzen. Im Gegensatz zu den meisten Pachisi-Spielen, wo die Spielfarben klar zu erkennen sind, sind sie bei diesen Figuren verdeckt. Der Spieler muss sich also merken, welches seine Spielfiguren sind. Jeder Spieler darf jede Spielfigur bewegen.

### Jeu des petits chevaux

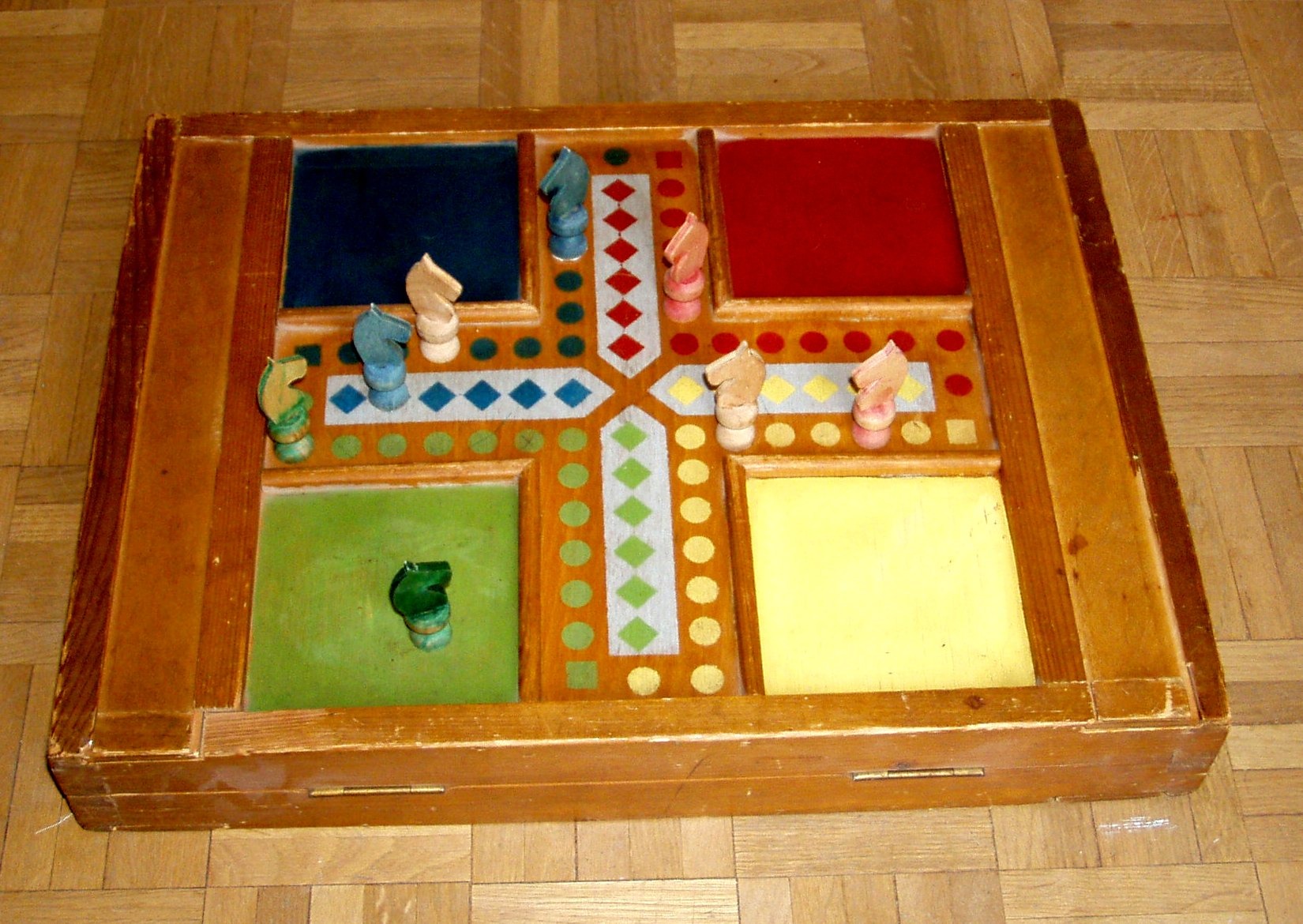
Jeu des petits chevaux

Das Jeu des petits chevaux (das „Kleine-Pferde-Spiel“) ist die französische Variante. Es heißt so, weil es bei der Veröffentlichung um die Jahrhundertwende mit Schachspringern herausgebracht wurde, um ein Pferderennen zu simulieren. Es wird immer noch meistens mit kleinen Pferden als Zugfiguren verkauft. Jede Farbe hat zwei Pferdchen zur Verfügung. Es wird im Uhrzeigersinn gespielt.
Eigene und gegnerische Pferde dürfen nicht überholt werden und wer auf ein Startfeld eines gegnerischen Pferdes trifft, muss in den Stall zurück. Blockaden und Ruhefelder sind nicht vorgesehen.

### Ludo
Der Name Ludo kommt vom lateinischen ludo, das bedeutet „ich spiele“.
Ludo ist eine vereinfachte Variante des Spiels Pachisi und wurde in England im Jahr 1896 speziell für Kinder herausgebracht. Es gilt als die englische Variante des Spiels Mensch ärgere Dich nicht. Es wird ebenso wie das Mensch ärgere Dich nicht im Uhrzeigersinn gespielt, wobei aber Blockaden im Original erlaubt sind. (Die Blockadenregel kann heute zur Vereinfachung weggelassen werden). Herausgezogen wird mit einer gewürfelten 6.

### Malefiz

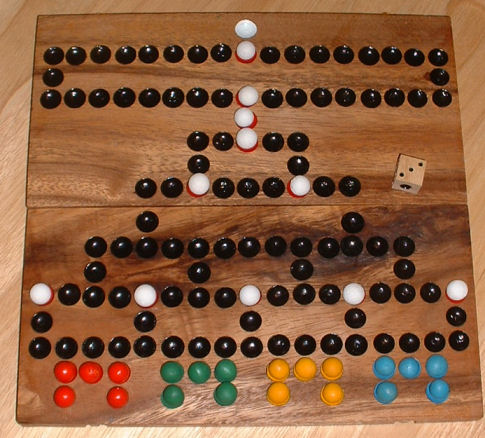
Später Abkömmling: Malefiz

Malefiz wurde 1959 von Werner Schöppner erfunden. Bei diesem Pachisi-Abkömmling ist das kreuzförmige Spielbrett verschwunden. Einige Spielprinzipien des Pachisi wurden damit verstärkt. So kommen sich die Figuren sehr schnell in die Quere. Das Schlagen der gegnerischen Figuren ist identisch mit Pachisi. Eine geschlagene gegnerische Figur muss auf ihr Ausgangsfeld zurückgestellt werden. Das Herausziehen erfordert nicht einen bestimmten Wurf, sondern kann jederzeit erfolgen. Dabei gelten die Felder des Ausgangsfelds als Spielfelder, werden also bei der jeweils geworfenen Augenzahl mit abgezählt.
Eine große Änderung gibt es bei den Blockaden: Die Blockaden werden nicht mehr mit Figuren aufgestellt, sondern sind eigene Spielsteine. Zum Überwinden einer Blockade muss der Spielstein durch Würfelwurf exakt auf dem Feld der Blockade landen. Daraufhin wird der Blockade-Stein durch den Spieler auf einem beliebigen anderen Feld des Spielplans (ausgenommen den Startfeldern der Spieler) gesetzt. Gewonnen hat derjenige Spieler, der als Erster eine seiner Figuren nach Wurf der nötigen Augenzahl exakt ins Zielfeld an der oberen Seite gezogen hat.

### Mensch ärgere Dich nicht

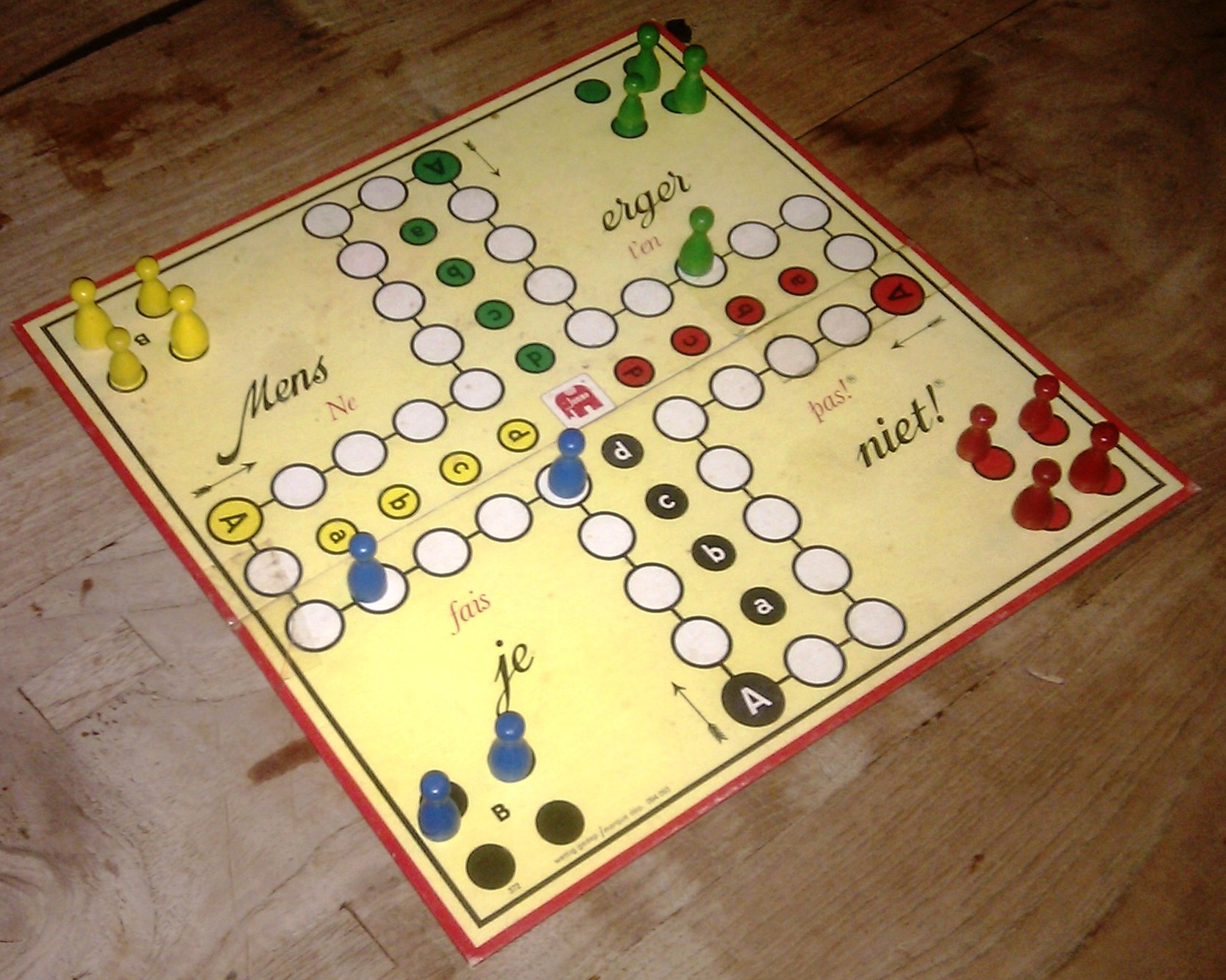
Mensch ärgere Dich nicht

Diese deutsche Variante wurde im Jahre 1910 von Josef Friedrich Schmidt im Schmidt-Spiele-Verlag herausgebracht. Es ist ein sehr vereinfachtes Pachisi ohne Blockaden. Auch wird nicht in die Mitte gezogen, sondern es müssen alle Figuren auf die vier eigenen Kreuzfelder gezogen werden, die in anderen Pachisi-Spielen als „Treppe“ in die Mitte gebraucht werden. Herausgezogen wird mit einer gewürfelten 6. Gegnerische Figuren werden geschlagen, wenn eine Figur auf deren Feld kommt. Gespielt wird im Uhrzeigersinn.

### Mir kann keiner!
Mir kann keiner! erschien 1928 in der Elo-Reihe des Otto Maier Verlag, Ravensburg, in der 1927 auch das später zum Klassiker avancierte Spiel Fang den Hut erschien, die grafische Umsetzung stammte dabei ebenfalls von Fritz Ehlotzky.

### Parcheesi
Parcheesi ist vor allem in den USA beliebt, seit es die Firma Selchow & Righter im Jahr 1874 auf den Markt gebracht hat. Der Spielplan wurde immer wieder einem Redesign unterworfen. Zuerst war das Brett aus Holz. Eine Kartonversion folgte im 20. Jahrhundert und war lange Zeit so im Handel. Zwischenzeitlich sind viele neue Bretter im Handel, die statt der vier farbenen Pöppel kleine grüne Wasserbüffel, rote Tiger, blaue Elefanten und gelbe Kamele als Zugfiguren haben.
Bei Parcheesi wird mit zwei Würfeln gespielt und es dürfen Blockaden (zwei Figuren auf einem Feld) an einer beliebigen Stelle errichtet werden. Herausgezogen wird eine Figur mit der Summe 5, oder wenn ein einzelner Würfel 5 anzeigt. Geschlagen wird eine gegnerische Figur, sobald auf das gleiche Feld gezogen wird. Es gibt auch sichere Felder, wo nicht geschlagen werden kann. Dieses Spiel wird gegen den Uhrzeigersinn gespielt.

### Parchís
Parchís ist die spanische Variante und wird gespielt wie Eile mit Weile mit dem Unterschied, dass Figuren geschlagen werden, sobald sie auf demselben Feld landen. Zusätzlich darf man beim Schlagen einer gegnerischen Figur 20 Felder weiterrücken, weshalb die Spielfelder auch von 1 bis 68 nummeriert sind. Hat man eine seiner fünf Figuren im „Haus“ untergebracht, darf man mit einer eigenen beliebigen 10 Felder weit ziehen. Würfelt man dreimal sechs hintereinander, muss man wieder mit dem Spielstein zurück in die Wartekreise.

### Parqués
Diese in Kolumbien gespielte Variante wird mit zwei Würfeln gespielt. Man kann seine Würfe entsprechend den Augenzahlen entweder aufteilen oder aber zusammengezählt für nur eine Figur nutzen. Die Figuren werden mit einem Paschwurf (1-1, 2-2 etc.) ins Spielfeld gebracht.

### Tock

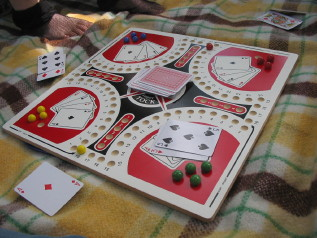
Spiel mit Murmeln und Karten: Tock

Tock ist ein kanadischer Pachisi-Abkömmling, der in der Schweiz unter dem Namen Dog bekannt ist. Die Besonderheit dieses Derivats ist, dass das Brett meistens hölzern ist mit Vertiefungen für Murmeln, die anstelle von Pöppeln verwendet werden. Ebenso wird mit Bridge-Karten gespielt und nicht mit einem Spielwürfel. Durch die Wahl des nächsten Zugs aus dem Blatt auf der Hand und die Zusammenarbeit mit einem Partnerspieler ergibt sich eine Spielvariante mit sehr viel mehr taktischen Anteilen.